# Theclinesthes arnoldi
Theclinesthes arnoldi är en fjärilsart som beskrevs av Hans Fruhstorfer 1916. Theclinesthes arnoldi ingår i släktet Theclinesthes och familjen juvelvingar. Inga underarter finns listade i Catalogue of Life.